# Саламандра крихітна
Саламандра крихітна (Desmognathus wrighti) — вид земноводних з роду Темна саламандра родини Безлегеневі саламандри.

## Опис
Загальна довжина досягає 3,5—5 см. Голова коротка, морда закруглена. Має 6 сошникових зубів на кожній стороні рота. Тулуб стрункий, довгий. Хвіст менший за довжиною, ніж тулуб. Забарвлення світло-коричневе, коричнево-бронзове, цегляно-жовте з темно—коричневим пігментом на спині та перевернутою буквою «V». Від ока до щелепи тягнеться світла смуга.

## Спосіб життя
Полюбляє лісисті та гірські місцини. Зустрічається на висоті 762—2,012 м над рівнем моря. Ховається у листі. Активна у присмерку. Живиться дрібними безхребетними.
Самиця відкладає в опале листя 8—9 яєць.

## Розповсюдження
Мешкає у штатах Північна та Південна Кароліна, Теннессі, Джорджія (США).